# Phyllometra desertaria
Phyllometra desertaria là một loài bướm đêm trong họ Geometridae.